# Oreocyba
Oreocyba Holm, 1962 è un genere di ragni appartenente alla famiglia Linyphiidae.

## Distribuzione
Le due specie oggi attribuite a questo genere sono state rinvenute in Africa centrale: entrambe in Kenya e Uganda.

## Tassonomia
A dicembre 2011, si compone di due specie:
- Oreocyba elgonensis (Fage, 1936)[3] — Kenya, Uganda
- Oreocyba propinqua Holm, 1962 — Kenya, Uganda